# Wioślarstwo na Letnich Igrzyskach Olimpijskich 1928 – czwórka ze sternikiem mężczyzn
Rywalizacja w czwórkach ze sternikiem mężczyzn w wioślarstwie na Letnich Igrzyskach Olimpijskich 1928 rozgrywana była między 3 a 10 sierpnia 1928 we wsi Sloten.
Do zawodów zgłoszonych zostało 11 osad.

## Wyniki

### Runda 1
Zwycięzcy każdego z biegów awansowali do dalszej rundy. Przegrana osada brała udział w repasażach.
| Bieg 1  | Bieg 1            | Bieg 1                                                                                      | Bieg 1 | Bieg 1 |
| Miejsce | Narodowość        | Zawodnicy                                                                                   | Czas   | Kwal.  |
| ------- | ----------------- | ------------------------------------------------------------------------------------------- | ------ | ------ |
| 1       | Szwajcaria        | Ernst Haas, Joseph Meyer, Otto Bucher, Karl Schwegler, Fritz Bösch                          | 7:35,6 | Q      |
| 2       | Francja           | Jean Ruffier des Aimés, Henri Gatineau, Léon le Cornu, Georges Piot, Antoine Decours        | 7:42,0 |        |
| Bieg 2  |                   |                                                                                             |        |        |
| Miejsce | Narodowość        | Zawodnicy                                                                                   | Czas   | Kwal.  |
| 1       | Węgry             | Sándor Hautzinger, Zoltán Török, László Bartók, Béla Blum, Béla Zoltán                      | 7:49,2 | Q      |
| 2       | Wielka Brytania   | Harold Ives, Leslie Potter, George Beaumont, Bob Starkey, Arthur Sulley                     | 8:01,0 |        |
| Bieg 3  |                   |                                                                                             |        |        |
| Miejsce | Narodowość        | Zawodnicy                                                                                   | Czas   | Kwal.  |
| 1       | Polska            | Franciszek Bronikowski Edmund Jankowski, Leon Birkholz, Bernard Ormanowski, Bolesław Drewek | 7:31,6 | Q      |
| 2       | Japonia           | Kazuo Nose, Makoto Tsushida, Isamu Takashima, Hachiro Sato, Tsukasa Sonobe                  | 7:49,0 |        |
| Bieg 4  |                   |                                                                                             |        |        |
| Miejsce | Narodowość        | Zawodnicy                                                                                   | Czas   | Kwal.  |
| 1       | Niemcy            | Karl Golzo, Hans Nickel, Karl Hoffmann, Werner Kleine, Alfred Krohn                         | 7:19,8 | Q      |
| 2       | Stany Zjednoczone | Allerton Cushman, Charles Mason, James Hubbard, James Lawrence, Eugene Belisle              | 7:20,0 |        |
| Bieg 5  |                   |                                                                                             |        |        |
| Miejsce | Narodowość        | Zawodnicy                                                                                   | Czas   | Kwal.  |
| 1       | Belgia            | Maurice Delplanck, Theo Wambeke, Alphonse Dewette, Charles Van Son, Jean Bauwens            | 7:41,8 | Q      |
| 2       | Monako            | Alexandre Devissi, Louis Giobergia, Charles Gardetto, Émile Gardetto, Pierre Levesy         | b.d.   |        |
| Bieg 6  |                   |                                                                                             |        |        |
| Miejsce | Narodowość        | Zawodnicy                                                                                   | Czas   | Kwal.  |
| 1       | Włochy            | Valerio Perentin, Giliante D’Este, Nicolò Vittori, Giovanni Delise, Renato Petronio         |        | Q      |

### Repasaże
Zwycięzcy każdego z biegów awansowali do dalszej rundy. Przegrana osada odpadała z dalszej rywalizacji.
| Bieg 1  | Bieg 1            | Bieg 1                                                                               | Bieg 1 | Bieg 1 |
| Miejsce | Narodowość        | Zawodnicy                                                                            | Czas   | Kwal.  |
| ------- | ----------------- | ------------------------------------------------------------------------------------ | ------ | ------ |
| 1       | Francja           | Jean Ruffier des Aimés, Henri Gatineau, Léon le Cornu, Georges Piot, Antoine Decours | 7:48,8 | Q      |
| 2       | Monako            | Alexandre Devissi, Louis Giobergia, Charles Gardetto, Émile Gardetto, Pierre Levesy  | 8:02,4 |        |
| Bieg 2  |                   |                                                                                      |        |        |
| Miejsce | Narodowość        | Zawodnicy                                                                            | Czas   | Kwal.  |
| 1       | Stany Zjednoczone | Allerton Cushman, Charles Mason, James Hubbard, James Lawrence, Eugene Belisle       | 7:43,0 | Q      |
| 2       | Japonia           | Kazuo Nose, Makoto Tsushida, Isamu Takashima, Hachiro Sato, Tsukasa Sonobe           | 7:51,4 |        |

### Runda 2
Zwycięzcy poszczególnych biegów awaqnsowali do dalszej rywalizacji. Przegrane osady które awansowały do 2 rundy wygrywając biegi w rundzie 1 awansowały do repasaży, pozostałe osady odpadały z dalszej rywalizacji.
| Bieg 1  | Bieg 1            | Bieg 1                                                                                      | Bieg 1 | Bieg 1 |
| Miejsce | Narodowość        | Zawodnicy                                                                                   | Czas   | Kwal.  |
| ------- | ----------------- | ------------------------------------------------------------------------------------------- | ------ | ------ |
| 1       | Belgia            | Maurice Delplanck, Theo Wambeke, Alphonse Dewette, Charles Van Son, Jean Bauwens            | 7:55,4 | Q      |
| 2       | Węgry             | Sándor Hautzinger, Zoltán Török, László Bartók, Béla Blum, Béla Zoltán                      | 8:03,4 |        |
| Bieg 2  |                   |                                                                                             |        |        |
| Miejsce | Narodowość        | Zawodnicy                                                                                   | Czas   | Kwal.  |
| 1       | Włochy            | Valerio Perentin, Giliante D’Este, Nicolò Vittori, Giovanni Delise, Renato Petronio         | 7:41,6 | Q      |
| 2       | Niemcy            | Karl Golzo, Hans Nickel, Karl Hoffmann, Werner Kleine, Alfred Krohn                         | 8:04,4 |        |
| Bieg 3  |                   |                                                                                             |        |        |
| Miejsce | Narodowość        | Zawodnicy                                                                                   | Czas   | Kwal.  |
| 1       | Szwajcaria        | Ernst Haas, Joseph Meyer, Otto Bucher, Karl Schwegler, Fritz Bösch                          | 7:46,4 | Q      |
| 2       | Stany Zjednoczone | Allerton Cushman, Charles Mason, James Hubbard, James Lawrence, Eugene Belisle              | 7:49,4 |        |
| Bieg 4  |                   |                                                                                             |        |        |
| Miejsce | Narodowość        | Zawodnicy                                                                                   | Czas   | Kwal.  |
| 1       | Polska            | Franciszek Bronikowski Edmund Jankowski, Leon Birkholz, Bernard Ormanowski, Bolesław Drewek | 7:47,6 | Q      |
| 2       | Francja           | Jean Ruffier des Aimés, Henri Gatineau, L. le Cornu, Georges Piot, Antoine Decours          | 7:50,8 |        |

### Repasaże 2
Zwycięzca awansował do dalszej rywalizacji.
| Bieg 1  | Bieg 1     | Bieg 1                                                                 | Bieg 1 | Bieg 1 |
| Miejsce | Narodowość | Zawodnicy                                                              | Czas   | Kwal.  |
| ------- | ---------- | ---------------------------------------------------------------------- | ------ | ------ |
| 1       | Niemcy     | Karl Golzo, Hans Nickel, Karl Hoffmann, Werner Kleine, Alfred Krohn    | 6:58,4 | Q      |
| 2       | Węgry      | Sándor Hautzinger, Zoltán Török, László Bartók, Béla Blum, Béla Zoltán | 7:00,4 |        |

### Runda 3
Tylko zwycięzcy awansowali do dalszej rywalizacji.
| Bieg 1  | Bieg 1     | Bieg 1                                                                                      | Bieg 1 | Bieg 1 |
| Miejsce | Narodowość | Zawodnicy                                                                                   | Czas   | Kwal.  |
| ------- | ---------- | ------------------------------------------------------------------------------------------- | ------ | ------ |
| 1       | Polska     | Franciszek Bronikowski Edmund Jankowski, Leon Birkholz, Bernard Ormanowski, Bolesław Drewek | 7:29,0 | Q      |
| 2       | Belgia     | Maurice Delplanck, Theo Wambeke, Alphonse Dewette, Charles Van Son, Jean Bauwens            | 7:30,2 |        |
| Bieg 2  |            |                                                                                             |        |        |
| Miejsce | Narodowość | Zawodnicy                                                                                   | Czas   | Kwal.  |
| 1       | Włochy     | Valerio Perentin, Giliante D’Este, Nicolò Vittori, Giovanni Delise, Renato Petronio         | 7:18,4 | Q      |
| 2       | Niemcy     | Karl Golzo, Hans Nickel, Karl Hoffmann, Werner Kleine, Alfred Krohn                         | 7:26,4 |        |
| Bieg 3  |            |                                                                                             |        |        |
| Miejsce | Narodowość | Zawodnicy                                                                                   | Czas   | Kwal.  |
| 1       | Szwajcaria | Ernst Haas, Joseph Meyer, Otto Bucher, Karl Schwegler, Fritz Bösch                          | 8:02,4 | Q      |

### Półfinały
Z nie wyjaśnionych powodów przegrana osada Szwajcarii z pierwszego półfinału musiała rywalizować z osadą Polski - zwycięzcą 2-go półfinału w którym nie miała rywala. W 3 biegu półfinałowym zwycięzca awansował do finału a pokonana osada zdobyła brązowy medal.
| Bieg 1  | Bieg 1     | Bieg 1                                                                                      | Bieg 1 | Bieg 1 |
| Miejsce | Narodowość | Zawodnicy                                                                                   | Czas   | Kwal.  |
| ------- | ---------- | ------------------------------------------------------------------------------------------- | ------ | ------ |
| 1       | Włochy     | Valerio Perentin, Giliante D’Este, Nicolò Vittori, Giovanni Delise, Renato Petronio         | 6:43,4 | Q      |
| 2       | Szwajcaria | Ernst Haas, Joseph Meyer, Otto Bucher, Karl Schwegler, Fritz Bösch                          | 6:46,8 |        |
| Bieg 2  |            |                                                                                             |        |        |
| Miejsce | Narodowość | Zawodnicy                                                                                   | Czas   | Kwal.  |
| 1       | Polska     | Franciszek Bronikowski Edmund Jankowski, Leon Birkholz, Bernard Ormanowski, Bolesław Drewek | 7:29,4 |        |
| Bieg 3  |            |                                                                                             |        |        |
| Miejsce | Narodowość | Zawodnicy                                                                                   | Czas   | Kwal.  |
| 1       | Szwajcaria | Ernst Haas, Joseph Meyer, Otto Bucher, Karl Schwegler, Fritz Bösch                          | 7:01,4 | Q      |
| 2 ()    | Polska     | Franciszek Bronikowski Edmund Jankowski, Leon Birkholz, Bernard Ormanowski, Bolesław Drewek | 7:12,8 |        |

### Finał
| Bieg 1  | Bieg 1     | Bieg 1                                                                              | Bieg 1 | Bieg 1 |
| Miejsce | Narodowość | Zawodnicy                                                                           | Czas   | Kwal.  |
| ------- | ---------- | ----------------------------------------------------------------------------------- | ------ | ------ |
| złoto   | Włochy     | Valerio Perentin, Giliante D’Este, Nicolò Vittori, Giovanni Delise, Renato Petronio | 6:47,8 |        |
| srebro  | Szwajcaria | Ernst Haas, Joseph Meyer, Otto Bucher, Karl Schwegler, Fritz Bösch                  | 7:03,4 |        |